# Quang Trung, Hưng Hà
Quang Trung là một xã cũ thuộc huyện Hưng Hà, tỉnh Thái Bình, Việt Nam.

## Địa lý
Xã Quang Trung có diện tích 17,68 km², dân số năm 2022 là 23.379 người, mật độ dân số đạt 1.322 người/km².

## Lịch sử
Ngày 28 tháng 9 năm 2024, Ủy ban Thường vụ Quốc hội ban hành Nghị quyết số 1201/NQ-UBTVQH15 về việc sắp xếp đơn vị hành chính cấp xã giai đoạn 2023 – 2025 của tỉnh Thái Bình. Theo đó, thành lập xã Quang Trung trên cơ sở toàn bộ 4,04 km² diện tích tự nhiên, quy mô dân số của xã Dân Chủ, xã Điệp Nông và xã Hùng Dũng.
Theo Nghị quyết số 1666/NQ-UBTVQH15 ra tháng 6 năm 2025, sáp nhập tỉnh Thái Bình vào tỉnh Hưng Yên, giải thể đơn vị hành chính cấp huyện Hưng Hà, thành lập xã Diên Hà trên cơ sở sáp nhập toàn bộ diện tích và dân số 3 xã Duyên Hải, Văn Cẩm và Quang Trung.